# Evangeliska kyrkan, Pančevo
Evangeliska kyrkan (serbiska: Евангелистичка црква/Evangelistička crkva) eller Tyska kyrkan (Немачка црква/Nemačka crkva) är en serbisk-evangelisk kyrkobyggnad belägen i Pančevo, Serbien som uppfördes 1906.
Kyrkan byggdes för den evangeliska församlingen av arkitekterna Franz Sabolch och Julius Pap med Peterskyrkan i Leipzig, Tyskland som förebild. Den utsågs till statligt byggnadsminne 2019.

## Historia
Mot slutet av andra världskriget styrdes Jugoslavien av Antifascistiska rådet för nationell befrielse av Jugoslavien. Rådet antog i november 1944 en lag som fastslog att varje tysk boende i landet bar på kollektiv skuld och förklarades vara folkets fiende. Tyskar fråntogs medborgerliga rättigheter och deras egendomar beslagtogs. Den evangeliska kyrkan i Panćevo tillhörde de byggnader som beslagtogs.
Kyrkan återlämnades 19 juni 1950, då korset var nedrivet, glasmålningar var förstörda och orgeln som tillverkats till invigningen var demolerad. Byggnaden har fått fortsätta att förfalla med väggar som faller sönder och tak som rasar in och läcker.

## Arkitektur
Kyrkan är byggd i nygotisk stil med korsformig planlösning och rektangulärt torn. I fasaden varvas plana putsade ytor med tegelpartier. Portaler och fönster är inramade med tegel. Altare, predikstol och bänkar är snidade i trä och följer den nygotiska stilen. Vid kyrkan finns två sidobyggnader – en prästbostad och ett församlingshem – som följer kyrkans fasad i stil.

## Bilder

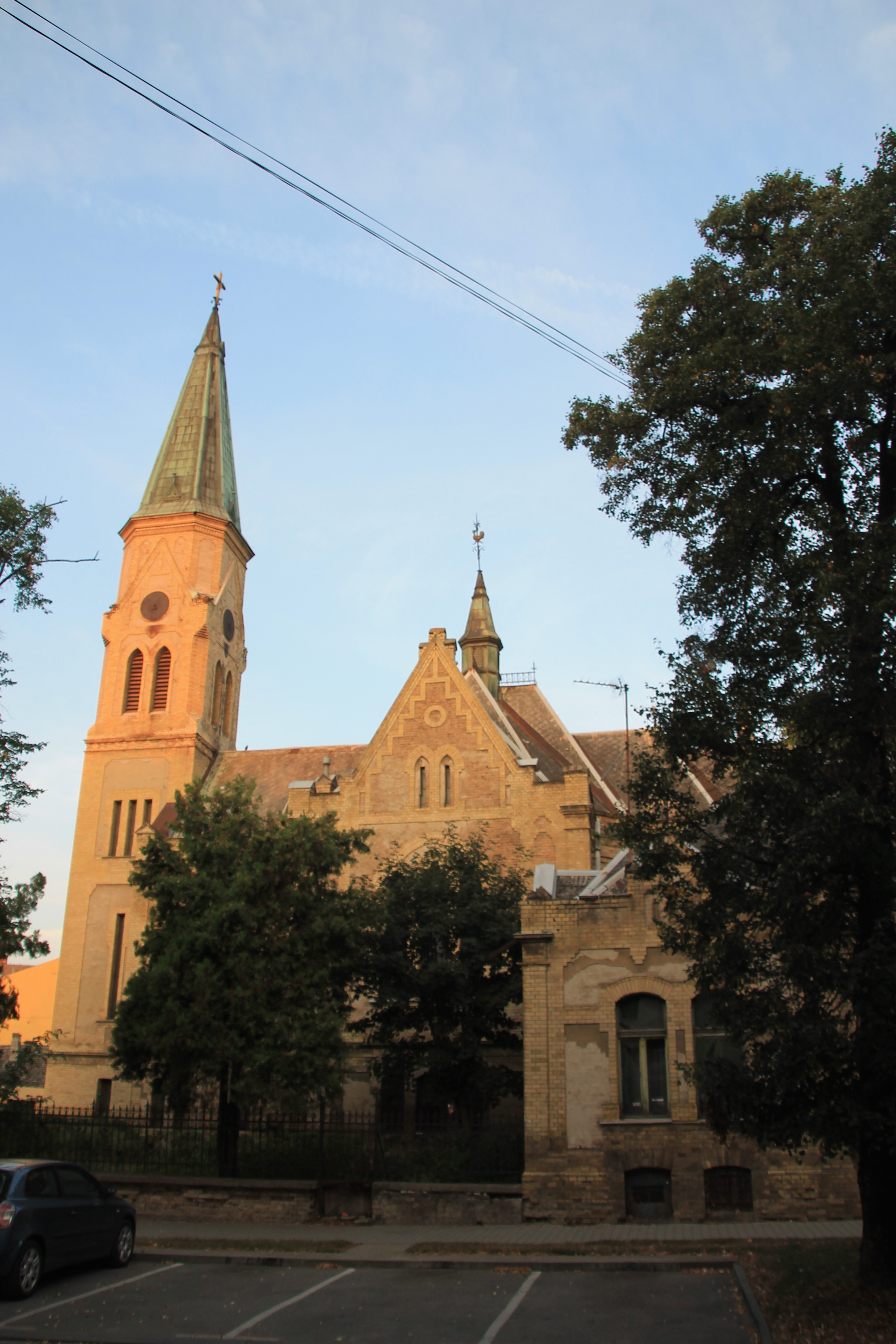
Kyrkan från sidan.
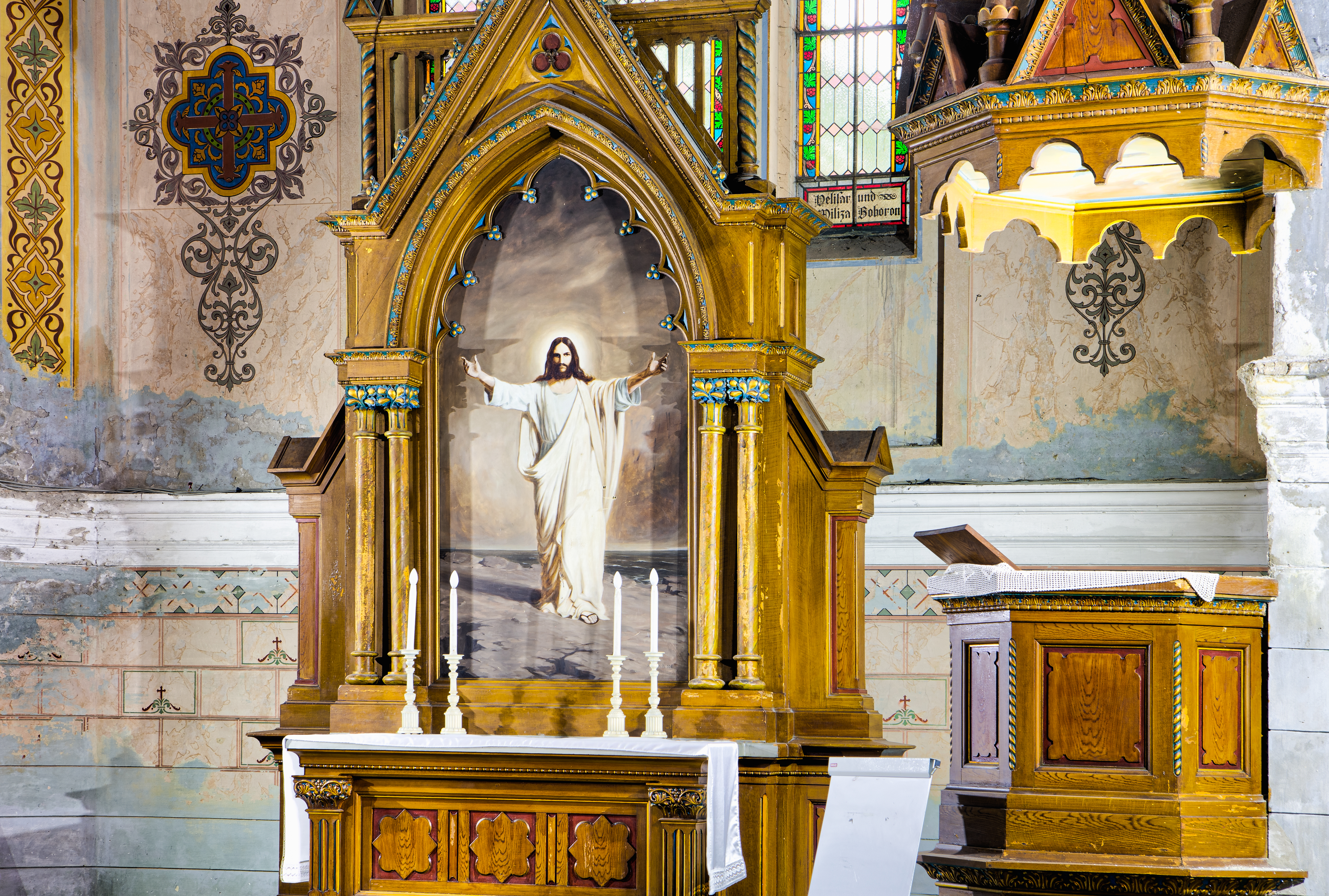
Kyrkans interiör.